# Neolophonotus angustibarbus
Neolophonotus angustibarbus är en tvåvingeart som först beskrevs av Friedrich Hermann Loew 1858.  Neolophonotus angustibarbus ingår i släktet Neolophonotus och familjen rovflugor. Inga underarter finns listade i Catalogue of Life.